# 水中メガネ/七夕の夜、君に逢いたい
「水中メガネ／七夕の夜、君に逢いたい」（すいちゅうメガネ/たなばたのよる、きみにあいたい）は、Chappieの3枚目のシングルで両A面である。1999年7月7日にソニー・ミュージックアソシエイテッドレコーズが発売した。

## 解説
- 両A面2曲目「七夕の夜、君に逢いたい」に掛けて、先行発売の限定盤は七夕の7月7日に発売した。限定盤は8cmシングルCD2枚組、通常盤は12cmシングルCD、それぞれを発売した。ミュージック・ビデオがある。
- スピッツの草野マサムネが作曲で参加している。
- 歌詞カードにボーカルは名を記していない。2013年に森高千里は、自身の200曲セルフカバーの一環として「七夕の夜、君に逢いたい」を発売している。
- 両曲ともにアルバム『NEW CHAPPIE』に収録されている。「水中メガネ」は間奏などが一部変更された「Album Version」となっている。
- 22年後の2021年8月28日に、バーニー・グランドマンのカッティングでジャケットを新装し、7インチアナログのクリアー盤を完全限定生産で再発売した。

## 収録曲（限定盤）

### 水中メガネ
1. 水中メガネ
（作詞:松本隆 作曲:草野正宗 編曲:大平太一）

### 七夕の夜、君に逢いたい
1. 七夕の夜、君に逢いたい
（作詞:松本隆 作曲:細野晴臣 編曲:TIN PAN ALLEY）

## 収録曲（通常盤）
1. 水中メガネ
（作詞:松本隆 作曲:草野正宗 編曲:大平太一）
2. 七夕の夜、君に逢いたい
（作詞:松本隆 作曲:細野晴臣 編曲:TIN PAN ALLEY）

## カバー
水中メガネ
- オトナモード（2010年） - トリビュート・アルバム『雨の色 風の色』に収録。
- 草野マサムネ（2015年） - トリビュート・アルバム『風街であひませう』に収録[1]。